# Paul Freiherr von Eltz-Rübenach
Peter Paul Freiherr von Eltz-Rübenach (9 de fevereiro de 1875 - 25 de agosto de 1943) foi Ministro dos Correios do Reich (Reichspostminister) e Ministro dos Transportes do Reich (Reichsminister für Verkehr) da Alemanha entre 1932 e 1937.

## Biografia
Eltz-Rübenach nasceu em Wahn (hoje parte de Colônia), descendente da nobre casa renana de Eltz. Ele estudou engenharia na Universidade de Aachen e na Universidade Técnica de Berlim e foi contratado pelo serviço ferroviário estadual. Ele passou vários anos nos Estados Unidos trabalhando de 1911 a 1914 como especialista técnico no consulado alemão na cidade de Nova York. Com a eclosão da Primeira Guerra Mundial, ele voltou para a Alemanha e trabalhou no transporte ferroviário militar. Em 1924 ele se tornou presidente do Deutsche Reichsbahn Board em Karlsruhe. 

## Carreira política
Em 1º de junho de 1932, ele foi nomeado Reichsminister tanto para o Ministério dos Transportes quanto para o Ministério Postal do Reich como um tecnocrata apartidário no "gabinete dos barões" do chanceler Franz von Papen. Ele manteve essas duas pastas nos gabinetes formados pelo chanceler Kurt von Schleicher (3 de dezembro de 1932) e, após a Machtergreifung nazista, por Adolf Hitler (30 de janeiro de 1933). No gabinete, ele lutou sem sucesso pelo desenvolvimento das ferrovias contra a ênfase do governo no desenvolvimento de um sistema rodoviário melhorado, o Reichsautobahn.  Eltz-Rübenach também atuou como membro da Academia de Direito Alemão. 
Para marcar o quarto aniversário do regime nazista, Hitler decidiu inscrever todos os ministros não nazistas remanescentes no Partido Nazista e conferir a eles o Crachá Dourado do Partido Nazi. Eltz-Rübenach, um católico devoto, estava preocupado com o crescente conflito entre o governo nazista e a Igreja Católica. Na reunião do gabinete em 30 de janeiro de 1937, Eltz-Rübenach rejeitou o distintivo dourado do partido oferecido pessoalmente por Hitler e exigiu uma declaração da política proposta por Hitler em relação à Igreja. Os outros ministros ficaram em silêncio atordoado enquanto Eltz-Rübenach era obrigado a apresentar sua renúncia. 
Algum tempo depois, quando sua esposa se recusou a aceitar a Cruz de Honra da Mãe Alemã, uma condecoração nazista, ele e sua família se tornaram "pessoas suspeitas" e foram colocados sob vigilância da Gestapo. Além disso, seus pedidos de pensão foram temporariamente revogados. 
Eltz-Rübenach morreu em Linz am Rhein em 1943, aos 68 anos.